# Adolfo Merelles Martel
Adolfo Merelles Martel, (Madrid en 1883 - ibidem, 16 de enero de 1962), fue un político gallego.

## Trayectoria
Hijo de Adolfo Merelles Caula, dueño del Pazo de Porteliña en Beariz. Fue elegido diputado lo pones distrito de Ribadavia en las elecciones de 1910. Participó en la Asamblea Agraria de Ribadavia (1912) y fundó en 1913 el periódico agrarista Heraldo de Galicia que dirigió la finales diera año. Promovió el inicio de las obras de la carretera O-213, que une San Cristobán con Beariz. Volvió a ser candidato a diputado lo pones distrito de Ribadavia en las elecciones de 1914, 1916, 1920 y 1923, pero fue derrotado lo pones candidato conservador José Estévez Carrera que tenía el apoyo de Gabino Bugallal Araujo.

## Vida personal
Se casó con Carmen Eguiluz Álvarez.